# Strada statale 641 del Passo Fedaia
La strada statale 641 del Passo Fedaia (SS 641), o strada provinciale 641 del Passo Fedaia (SP 641), è una strada statale e provinciale italiana, che nel suo percorso attuale si sviluppa tra la provincia di Belluno e quella di Trento.

## Storia
Già contemplata nel piano generale delle strade aventi i requisiti di statale del 1959, è solo con il decreto del Ministro dei lavori pubblici del 9 settembre 1973 che viene elevata a rango di statale con i seguenti capisaldi di itinerario: "Innesto strada statale n. 48 a Canazei - Passo Fedaia - Innesto strada statale n. 203 a Caprile" e lunghezza pari a 27,500 km.
Con l'itinerario così definita si andava a creare una sovrapposizione con la strada statale 563 di Salesei che venne risolta con il decreto del Ministro dei lavori pubblici del 12 gennaio 1977 che variava il caposaldo finale in "Innesto strada statale n. 563 presso Rocca Pietore" e riduceva la lunghezza a 26,380 km
In seguito al decreto legislativo 2 settembre 1997, n° 320, dal 1º luglio 1998, la gestione del tratto trentino è passata dall'ANAS alla Provincia autonoma di Trento. Quest'ultima ha lasciato la classificazione e la sigla di statale (SS) alla strada, poiché non si tratta di un trasferimento dal demanio dello Stato a quello delle Regioni, ma di una delega in materia di viabilità e pertanto la titolarità resta sempre in capo allo Stato.
In seguito invece al decreto legislativo n. 112 del 1998, dal 1º ottobre 2001, la gestione è passata dall'ANAS alla Regione Veneto che ha provveduto al trasferimento al demanio della Provincia di Belluno; dal 20 dicembre 2002 la gestione della tratta è passata alla società Veneto Strade.
L'ultima, seppur minima, variazione in termini di itinerario è quella ratificata con il decreto del Ministero delle Infrastrutture e dei Trasporti del 21 maggio 2012, dove a seguito della realizzazione della variante di Canazei, la porzione iniziale di 765 metri veniva inglobata nell'itinerario della strada statale 48, riducendo la lunghezza dell'arteria a 13,445 km.

## Percorso
Si stacca dalla ex strada statale 48 delle Dolomiti nel centro abitato di Canazei, in alta Val di Fassa. Attraversa le frazioni di Alba (Delba in lingua ladina) e Penìa, che a circa 1500 m di quota sono i due paesi più elevati della valle, per risalire poi con percorso tortuoso (diversi tornanti) sino alla diga del lago Fedaia. Da qui si procede fino al confine con la regione Veneto dove l'arteria termina.
Del tracciato faceva parte anche il tratto veneto, ora riclassificato come strada provinciale 641 del Passo Fedaia (SP 641) che partendo al passo (2057 m), punto più elevato del percorso situato ai piedi della Marmolada, scendeva in val Pettorina passando per Malga Ciapela (1450 m), Sottoguda e Rocca Pietore (1014 m); superata la quale, in località Saviner di Laste, si innestava nella ex strada statale 563 di Salesei.
La strada, seppur tortuosa, si presenta agevole e la sede stradale è abbastanza larga da consentire ovunque il passaggio di due vetture contemporaneamente. Nella porzione veneta, il tratto tra Malga Ciapela e Sottoguda è oggi costituito da una comoda variante che ha preso il posto, da alcuni anni, del percorso originario, che correva sul fondo della gola del torrente Pettorina (i cosiddetti Serrai di Sottoguda). Tale percorso esiste ancora ma normalmente non è aperto al traffico. È molto suggestivo percorrere i Serrai di sera, al buio, perché il percorso è illuminato da faretti posti a livello strada. Nel periodo estivo, di giorno, c'è anche un trenino che trasporta le persone nei due sensi.